# Buda Paszucka
Buda Paszucka (biał. Пашуцкая Буда, Paszuckaja Buda; ros. Пашутская Буда, Paszutskaja Buda) – wieś na Białorusi, w obwodzie brzeskim, w rejonie kamienieckim, w sielsowiecie Kamieniuki.
W latach 1921–1939 należała do gminy Białowieża.
Według Powszechnego Spisu Ludności z 1921 roku wieś zamieszkiwało 106 osób, wśród których 3 było wyznania rzymskokatolickiego a 103 prawosławnego. Jednocześnie wszyscy mieszkańcy zadeklarowali polską przynależność narodową.